# The Mustard Seed (single)
"The Mustard Seed" is een single van de Nederlandse band Son Mieux uit 2021. Het is uitgebracht als titelsong van de ep The Mustard Seed Pt. 2 wat diende als het tweede gedeelte van het eveneens gelijknamige album The Mustard Seed uit 2021.

## Achtergrond
The Mustard Seed is geschreven door Will Knox, Camiel Meiresonne, Quinten Meiresonne en Isa Azier en geproduceerd door Thijs van der Klugt en The Sunshine Boys. Son Mieux liet het nummer voor het eerst horen tijdens een livestream in TivoliVredenburg, wat oorspronkelijk een normaal optreden had moeten zijn, maar wat door beperkingen tijdens de coronacrisis niet kon plaatsvinden. Het nummer was zowel Megahit bij NPO 3FM als themalied voor 3FM Serious Request 2021. Ondanks de radioaandacht was het nummer geen grote hit en bereikte het niet de Single Top 100 of de Top 40, maar haalde het enkel de twaalfde positie in de Tipparade.